# Liga dos Campeões Feminina da WSE de 2023–24
A Liga dos Campeões Feminina da WSE de 2023–24 foi a 18ª edição da principal competição europeia de clubes de Hóquei em Patins feminino, a 2ª sob a designação de Liga dos Campeões da WSE, sua organizadora.
O  CP Fraga conquistou o seu primeiro título na prova.

## Formato
A fase principal é constituída por 4 grupos de 3 equipas cada, disputada num sistema todos contra todos a duas mãos. As oito melhores equipas (primeiro e segundo de cada grupo) apuram-se para os quartos de final. Os vencedores disputam a tradicional final-four.
Tendo existido um total 14 candidaturas (as equipas portuguesas Turquel e Académica da Feira prescindiram da participação), 10 equipas foram apuradas diretamente para a fase principal enquanto as restantes 4 disputaram uma pré eliminatória para decidir as últimas 2 vagas.

## Pré-eliminatória
Os jogos foram disputados a 7 e 21 de outubro de 2023.
| Equipe 1  | Total | Equipe 2    | 1.º jogo | 2.º jogo |
| --------- | ----- | ----------- | -------- | -------- |
| Fraga     | 8—4   | Cronenberg  | 5–2      | 3–2      |
| Remscheid | 12—4  | Scandianese | 5–2      | 7–2      |

## Fase de Grupos
A fase de grupos é disputada entre 11 de novembro de 2023 e 9 de março de 2024. As duas equipas mais bem classificadas de cada grupo apuram-se para os quartos de final.

### Grupo A
| Pos | Equipe     | Pts | J | V | E | D | GP | GC | SG | Classificado     |  | FRA | VIL | BEN |
| --- | ---------- | --- | - | - | - | - | -- | -- | -- | ---------------- |  | --- | --- | --- |
| 1   | Fraga      | 7   | 4 | 2 | 1 | 1 | 7  | 5  | +2 | Quartos de final |  | —   | 1–1 | 2–0 |
| 2   | Vila-Sana  | 6   | 4 | 2 | 0 | 2 | 6  | 7  | −1 | Quartos de final |  | 1–2 | —   | 2–1 |
| 3   | SL Benfica | 4   | 4 | 1 | 1 | 2 | 6  | 7  | −1 |                  |  | 2–2 | 3–1 | —   |

### Grupo B
| Pos | Equipe        | Pts | J | V | E | D | GP | GC | SG  | Classificado     |  | GIJ | MAT | REM  |
| --- | ------------- | --- | - | - | - | - | -- | -- | --- | ---------------- |  | --- | --- | ---- |
| 1   | Gijón         | 10  | 4 | 3 | 1 | 0 | 31 | 7  | +24 | Quartos de final |  | —   | 8–3 | 14–2 |
| 2   | Roller Matera | 7   | 4 | 2 | 1 | 1 | 22 | 14 | +8  | Quartos de final |  | 2–2 | —   | 10–2 |
| 3   | Remscheid     | 0   | 4 | 0 | 0 | 4 | 6  | 38 | −32 |                  |  | 0–7 | 2–7 | —    |

### Grupo C
| Pos | Equipe       | Pts | J | V | E | D | GP | GC | SG  | Classificado     |  | LIC | MAL | COU  |
| --- | ------------ | --- | - | - | - | - | -- | -- | --- | ---------------- |  | --- | --- | ---- |
| 1   | Liceo Coruña | 9   | 4 | 3 | 0 | 1 | 11 | 4  | +7  | Quartos de final |  | —   | 1–2 | 4–2  |
| 2   | Manlleu      | 9   | 4 | 3 | 0 | 1 | 20 | 4  | +16 | Quartos de final |  | 0–2 | —   | 11–1 |
| 3   | Coutras      | 0   | 4 | 0 | 0 | 4 | 3  | 26 | −23 |                  |  | 0–4 | 0–7 | —    |

### Grupo D
| Pos | Equipe            | Pts | J | V | E | D | GP | GC | SG  | Classificado     |  | PAL | STU | VOR |
| --- | ----------------- | --- | - | - | - | - | -- | -- | --- | ---------------- |  | --- | --- | --- |
| 1   | Palau i Plegamans | 12  | 4 | 4 | 0 | 0 | 23 | 2  | +21 | Quartos de final |  | —   | 7–0 | 9–0 |
| 2   | Stuart Massamá    | 4   | 4 | 1 | 1 | 2 | 5  | 12 | −7  | Quartos de final |  | 2–3 | —   | 1–0 |
| 3   | Vordemwald        | 1   | 4 | 0 | 1 | 3 | 2  | 16 | −14 |                  |  | 0–4 | 2–2 | —   |

### Quartos de final
O alinhamento dos quartos de final foi pré definido pela World Skate Europe.  Os jogos foram disputados a 23 de março e 6 de abril de 2024.
| Equipe 1       | Total | Equipe 2          | 1.º jogo | 2.º jogo |
| -------------- | ----- | ----------------- | -------- | -------- |
| Roller Matera  | 3–7   | Fraga             | 3–2      | 0–5      |
| Stuart Massamá | 0–10  | Liceo Coruña      | 0–2      | 0–8      |
| Vila-Sana      | 5–4   | Gijón             | 2–3      | 3–1      |
| Manlleu        | 1–8   | Palau i Plegamans | 1–3      | 0–5      |

## Final four
A Final four teve lugar nos dias 27 e 28 de abril, no Palacio dos Desportes do Riazór, na cidade da Corunha.
|  | Meias-Finais      | Meias-Finais      | Meias-Finais |           |       | Final | Final | Final |  |
|  |                   |                   |              |           |       |       |       |       |  |
|  | Fraga             | Fraga             | 2            |           |       |       |       |       |  |
|  | Fraga             | Fraga             | 2            |           |       |       |       |       |  |
|  | Liceo Coruña      | Liceo Coruña      | 0            |           |       |       |       |       |  |
|  | Liceo Coruña      | Liceo Coruña      | 0            |           | Fraga | Fraga | 1 (3) |       |  |
|  |                   |                   |              |           | Fraga | Fraga | 1 (3) |       |  |
|  |                   |                   | Vila-sana    | Vila-sana | 1 (2) |       |       |       |  |
|  | Vila-sana         | Vila-sana         | Vila-sana    | Vila-sana | 1 (2) | 3     |       |       |  |
|  | Vila-sana         | Vila-sana         |              |           |       |       |       |       |  |
|  | Palau i Plegamans | Palau i Plegamans | 0            |           |       |       |       |       |  |

## Ligações Externas
- WSEurope
- HoqueiPT
- plurisports
- rh-news
- HoqueiPatins.pt